# Жан-Батист дьо Буайе, маркиз д’Аржан
Жан-Батист дьо Боайе, маркиз д’Аржан (на френски: Jean-Baptiste de Boyer, Marquis d’Argens; * 27 юни 1703, Екс ан Прованс; † 12 януари 1771, дворец де ла Гард (на френски: Château de la Garde) близо до Тулон) е френски писател и философ, на чието творчество се обръща голямо внимание в много европейски страни през 18 век. Той прекарва двадесет и седем години от живота си, с изключение на кратки прекъсвания, в двора на Фридрих Велики Пруски в Потсдам, където е камерхер (иконом) на краля, директор на Историко-филологическия клас на Пруската академия на науките и освен това твори като писател и философ.

## Биография

### Детство и юношество в Екс ан Прованс
Жан-Батист дьо Боайе се ражда на 27 юни 1703 г. в Екс-ан-Прованс като най-голямото от седем деца на висшия съдебен чиновник Пиер Жан дьо Бойе д'Егил, маркиз д'Аржан († 1757 г.) – генерален прокурор на Парлемента, и Анжелик дьо Ланфан (на френски: Angélique de Lenfant).
през 1718 г. Жан-Батист дьо Боайе се присъединява към пехотния полк на Тулуза в Страсбург, след като е възпитан у дома си и в йезуитския колеж в родния си град. През 1721 г. се завръща в Екс, където живее главно заради разсеяността си и от 1722 г. носи титлата маркиз, под която по-късно става известен.
Поради любовна връзка с актриса, родителите му разпореждат той да бъде арестуван и затворен в цитаделата на Перпинян за десет месеца между 1722 – 1723 г. и след това го пращат в Константинопол за половин година като секретар на френския посланик Жан Батист Луи Пикон д'Андрезел (на френски: Jean Baptiste Louis Picon d’Andrezel; 1663 – 1727). В края на 1724 г. д’Аржан се завръща в Екс, придружен от предшественика на д’Андресел Жан Луи Дюсон Маркиз дьо Бонак (на френски: Jean Louis Dusson Marquis de Bonnac; 1672 – 1738) и започва да се подготвя за юридическа кариера.
След като завършва обучението си, Жан-Батист се установява като адвокат и води няколко съдебни дела, но работата не му доставя особено удоволствие. Около 1728 г. той напуска Екс ан Прованс и заминава за Париж, където прекарва голяма част от времето си в ателието на художника Пиер Жак Казес (на френски: Pierre Jacques Cazes; 1676 – 1754).
Между 1730 – 1731 г., според собствените му изявления, д'Аржан участва като свидетел в процеса воден в Екс ан Прованс срещу йезуитския свещеник Жан-Батист Жирард (на френски: Jean-Baptiste Girard), който е обвинен в прелъстяване на негова изповедница. Аферата, която развълнува цялата европейска общественост, формира историческия фон за еротичния роман „Thérèse filozophe“ („Тереза-философ“), публикуван за пръв път през 1748 г., който се приписва на д'Аржан като автор. Но също така тази афера отдалечава д'Аржан завинаги от юридическата професия.

### Военна кариера
През 1733 г. той се завръща в армията и взема участие в един кавалерийски полк през Войната за полското наследство. Той е бил ранен по време на обсадата на град Кел. По-късно преминава към полка на Бурбоните, след това към този на херцога на Ришельо. През 1734 г. военната му кариера завършва в резултат на падане от коня му по време на обсадата на крепостта Филипсбург. Против желанието на родителите си, той се сбогува и заминава за Нидерландия.

### Развитието като писател в Нидерландия
В Хага Жан-Батист завързва нови връзки с френския калвинист Проспер Маршан (1675 – 1756), който е бил активен в книгоиздателската индустрия и който го е съветвал и подкрепял в неговото литературно и философско творчество от 1735 до 1740 г.
От страх от преследване – след публикуването на първите му творби отношенията с родителите му били повече от помрачени – маркизът променя местонахождението си осем пъти по време на петгодишния си престой в Нидерландия и пътува между Хага, Амстердам, Утрехт, Маарсен и Маастрихт напред-назад. Тъй като климатът в Нидерландия не му понася, той решава през 1739 г. да се установи в Страсбург, където е живял преди време. По пътя си натам той отсяда в двора на овдовялата херцогиня Мария Августа фон Вюртемберг, която го прави свой камерхер (иконом), а вероятно и неин любовник.

### В двора на Фридрих Велики
Чрез Мария Августа, чиито деца са отгледани в Берлин, д’Аржан се запознава с Фридрих II Пруски, който още преди това познавал автора на „Lettres juives“ чрез четивото си и се опитал да привлече философа към своя двор. През зимата между 1741 – 1742 г. д'Аржан се установява в непосредствена близост до краля в Потсдам и скоро е повишен в сан на камерхер (иконом) на пруския крал с годишно заплащане в размер на 1500 райхсталера. Той участва в основаването на Пруската академия на науките, която оглавява през първите няколко месеца от съществуването ѝ като заместник-директор. От 1744 до 1771 г. е директор на историко-филологическия клас. Продължава литературната си дейност с необуздана сила и завързва връзки с научната общност в Берлин. Особено ярко запомнен в литературната история е ангажиментът му спрямо еврейския философ Мозес Менделсон.
По-тесни отношения той обаче поддържал с останалите френски гости на трапезата на Фридрих II, по-специално с Волтер, с когото го свързвало приятелство за цял живот, което все пак на моменти било засенчено. Връзката му с пруския крал се характеризира с взаимно доверие, особено по време на Седемгодишната война.
В по-късните си години, д’Аржан не рядко бил обект на безмилостните подигравки на Хоенцолерните, тъй като в напреднала възраст проявявал определена мудност и чудатост, не рядко се държал като надменен болен или суеверен рационалист. Престоят му в пруския двор, продължил повече от четвърт век, бил прекъсван само от време на време поради пътувания до Париж или Южна Франция, или по заръка на краля, или по семейни причини.
През есента на 1768 г. д’Аржан се сбогува с двора на Фридрих II и отпътува обратно в провансалската си родина, за да почине там. Той умира на 12 януари 1771 г. в двореца на сестра си, баронеса дьо ла Гард, недалеч от Тулон. Фридрих II възлага на Шарл-Антоан Бридан да му издигне гробен паметник в Миноритската църква в Екс-ан-Прованс, от който днес са запазени само фрагменти.

## Семейство
Д'Аржан произхожда от заможно и коренисто провансалско семейство на юристи и е най-голямото от седемте деца на Анжелик дьо Ланфан и Пиер Жан дьо Бойе д'Егил. Двама от братята му са били рицари на Малтийския орден, друг се е утвърдил като каноник в абатството Круас в южната част на Франция, а четвъртият е продължил семейната традиция като председател на съда в Екс ан Прованс.
Единственият пряк потомък на д'Аржан е дъщеря, родена от брака му с френската танцьорка Барб Кошоа (* 15 април 1754), която първоначално е кръстена в Хамбург на името на един френски танцьор в берлинския театър „Барбе Жиро“. Едва след уреждането на продължителни спорове за наследство със семейството си, д'Ажан признава Барбе като негово биологично дете. В завещанието си от 20 август 1770 г. той назовава съпругата си за основен наследник. В случай, че дъщеря му няма потомство от мъжки пол, той завещава колекцията си от картини и книги на синовете на брат си Александър-Жан-Батист д'Егил.

## Творчество
В допълнение към неговите издадени през 1735 г. мемоари – пикантни подробности от спомените на един тридесет и две годишен младеж, славата на д'Аржан се основава и на фиктивната кореспонденция с бродещи еврейски или китайски пътешественици из различни европейски държави, която първоначално се издава с продължения на всеки две седмици, а скоро след това под формата на книга. „Lettres juives“ („Еврейски писма“), „Lettres cabbalistiques“ („Кабалистки писма“) и „Lettres chinoises“ („Китайски писма“), които следват традицията на псевдо-ориенталската епистоларна литература, коментират във фейлетонен стил с ясен антиклерикалистичен подтон съвременни дебати по религиозни, философски, литературни и политически въпроси и често се дават като ранен пример за журналистическа работа в съвременния смисъл на думата.
През 1737 г. се появява основният философски труд на д’Аржан, „Philosophy du bon sens“ („Философия на здравия разум“) – скептицистки трактат, позоваващ се в много отношения на Пиер Бейл, призоваващ за недоверие към всички стари, унаследени, традиционни авторитети. Той достига през 18 век тринадесет тиража, по които д’Аржан сътрудничи най-вече чрез коментари и допълнения. Сякаш по между другото, през „холандските“ години на д’Аржан, били написани шепа романи, които днес са заслужили да бъдат забравени.
В Берлин той създава своите „Reflexions historiques et critiques sur le gout et sur les ouvrages des principaux auteurs anciens et modern“ („Исторически и критически размишления върху вкуса и творбите на основните древни и съвременни автори“) (1743 г.) както и „Pensées Diverses et Critiques, sur les Principaux Auteurs François“ („Разни мисли и критики относно главните автори на Франция“) (1745 г.), които свидетелстват за консервативната, уповаваща се на класицизма, представа за литература, особено относно литературата от края на 17-ти и началото на 18 век, както и неговите „Réflexions critiques sur les différentes écoles de peinture“ („Критични размисли върху различните школи по живопис“) (1752 г.), в които по-специално са сравнени френската и италианската живопис. Провансалецът продължил своя журналистически труд, който обхваща широк спектър от философски и литературни области, с произведенията „Mémoires Secrets de La République Des Lettres, ou Le Théatre De La Vérité“ („Тайни спомени от Републиката на писмата, или Театърът на истината“) (1737 – 1748 г.) и „Histoire de l'Esprit Humain, ou Memoires Secrets Et Universels de la Republique des Lettres“ („История на човешкия дух или тайни и всеобщи спомени за Републиката на писмата“) (1765 – 1768 г.) в 14 тома всеки. Заедно със съпругата си, френската танцьорка Барбе Кошоа (на френски: Barbe Cochois), той публикува „Mémoires pour servir à l'Histoire de l'esprit et du coeur“ („Спомени в услуга на историята на духа и сърцето“) (1744 г.) и „Nouveaux Mémoires pour servir à l'Histoire de l'esprit et du coeur“ („Нови спомени в услуга на историята на духа и сърцето“) (1745 – 1746 г.) – фейлетонни наблюдения във форма на ведри разкази по всички възможни теми, които, като почти всички произведения на д’Аржан, били приведени във вид на фиктивна кореспонденция.
В допълнение към утопичния роман „Songes philosophiques“ („Философски размисли“) (1746 г.), в Берлин той създава също така подробни коментирани преводи на древни философи (Оцелус Лукан (Ocellus Lucanus) (1762 г.); Тимей Локрийски (Timaeus Locrus) (1763 г.)), както и коментираното издание на антихристиянско произведение от римския император Юлиан („Défense“ du paganisme par l'Empereur Julien“ (Защита на езичеството от император Юлиан), 1764 г.), чрез които д’Аржан разпространява своите виждания по въпроси на религиозната критика и съвременните тогава дискусии относно измами на свещеничеството, деизъм и атеизъм. Обширната му кореспонденция с пруския крал Фридрих II се публикува за първи път през 1788 г. в неговия посмъртно издаден незавършен труд. Буайе д’Аржан също се счита за автор на еротичния роман „Thérèse philosophe“ („Тереза-философ“), публикуван анонимно през 1748 г.
Творчеството на д'Аржан може до голяма степен да се причисли към ранното Просвещение, въпреки че самият той никога не е проявявал онова радикалното мислене, което през 19 век му било приписвано. Той показа малко разбиране за политически по-радикалното мислене на енциклопедистите около Дени Дидро и Жан-Батист льо Рон д’Аламбер, започнало през втората половина на века. Още през 19 век работата му е до голяма степен забравена.

## Творби
Неговите най-важни творби, много от които са преведени на немски, английски, нидерландски и италиански език и тиражирани многократно, са:
- Mémoires de Monsieur le Marquis d’Argens: avec quelques lettres sur divers sujets (Лондон, 1735 г.) – „Мемоари от господин маркиза Аржанския: заедно с някои писма относно различни сюжети“.
- Mémoires du marquis de Mirmon, ou le solitaire philosophe (Амстердам, 1736 г.) – „Мемоари на маркиз Миремонски, или самотният философ“.
- Lettres juives, ou correspondance philosophique, historique, et critique, entre un juif voyageur à Paris et ses correspondans en divers endroits (Хага, 1735 – 1737 г.) – „Еврейски писма, или философска, историческа и критическа кореспонденция между евреин, който пътува през различни страни в Европа, и неговите кореспонденти на други места“.
- Lettres cabalistiques, ou correspondance philosophique, historique et critique, entre deux cabalistes, divers esprits élémentaires, et le Seigneur Astaroth (Хага, 1737 – 1738 г.) – „Кабалистки писма или философска, историческа и критична кореспонденция между двама кабалисти, различни елементарни души и адския Астарот“.
- Lettres chinoises ou correspondance philosophique, historique et critique, entre un chinois voyageur à Paris et correspondans à la Chine, en Moscovie, en Perse et au Japon (Хага, 1739 – 1740 г.) – „Китайски писма, или философска, историческа и критична кореспонденция между пътуващ китаец в Париж и неговите кореспонденти в Китай, Москва, Персия и Япония“.
- La philosophie du bon-sens, ou reflexions philosophiques sur l’incertitude des connoissances humaines à l’usage des Cavaliers et du beau-sexe (Хага, 1737 г.) – „Философията на здравия разум, или философски наблюдения над несигурността на човешкото познание относно ползата от рицарите и хубавия пол“.
- Le législateur moderne, ou les mémoires du chevalier de Meillcourt (Амстердам,1739 г.) – „Модерният законодател, или мемоарите на рицарят Мелкурски“.
- Reflexions historiques et critiques sur le goût et sur les ouvrages des principaux auteurs anciens et modernes (Амстердам и Берлин, 1743 г.) – „Исторически и критически размишления върху вкуса и творбите на основните древни и съвременни автори“.
- Mémoires pour servir à l’histoire de l’esprit et du cœur. Par Monsieur le Marquis d’Arg*** et par Mademoiselle Cochois (Хага, 1744 г.) – „Спомени в услуга на историята на духа и сърцето. От господин маркиза д'Арж*** и госпожица Кошуа“.
- Critique su siècle, ou Lettres sur divers sujets. Par l’Auteur des Lettres Juives. (Хага, 1745 г.) – „Критика на века, или писма на различни теми. От автора на еврейските писма“.
- Nouveaux Mémoires pour servir à l’histoire de l’esprit et du cœur (Хага, 1745 – 1746 г.) – „Нови спомени в услуга на историята на духа и сърцето“.
- Mémoires Secrets de La République Des Lettres, ou Le Théatre De La Vérité (Амстердам, 1737 – 1748 г.) – „Тайни спомени от Републиката на писмата, или Театърът на истината“.
- Lettres morales et critiques sur les différens états et les diverses occupations des hommes (Амстердам, 1737 г.) – „Морални и критични писма относно различните състояния и професии на хората“.
- Songes philosophiques: suivant la copie originale (Берлин, 1746 г.) – „Философски идеи: според оригиналния образец“.
- Réflexions critiques sur les différentes écoles de peinture (Париж, 1752 г.) – „Критични размисли върху различните школи по живопис“.
- Ocellus Lucanus en grec et en françois: avec des dissertations sur les principales questions de la métaphysique, de la phisique, et de la morale des anciens (Берлин и Утрехт, 1762 г.) – „Оцелус Лукан на гръцки и френски език: със съчинения по най-важните въпроси на метафизиката, философията и морала на древните (хора)“.
- Timée De Locres en grec et en françois … qui peuvent servir de suite et de conclusion à la Philosophie du Bons Sens (Берлин, 1763 г.) – „Тимей Локрийски на гръцки и френски... който може да служи като продължение и завършек на Философията на здравия разум“.
- Déffense du paganisme par l’Empereur Julien: en grec et en françois; avec dissertations et des notes pour servir d'éclaircissement au texte et pour en refuter les erreurs (Берлин, 1764 г.) – „Защита на езичеството от император Юлиан: на гръцки и френски език; със съчинения и забележки с цел разясняване на текста и опровергаване на заблуди“.
- Histoire de l’Esprit Humain ou Mémoires Secrets et Universels de la Republique des Lettres (Берлин, 1765 – 1768 г.) – „История на човешкия дух или тайни и всеобщи спомени за Републиката на писмата“.
- Correspondance entre Frédéric II. roi de Prusse et le marquis d’Argens, avec les Epîtres du Roi au Marquis (Кьонигсберг и Париж, 1798 г.) – „Кореспонденция между Фридрих Втори, крал на Прусия, и маркиз д'Аржан, заедно с писмата на краля до маркиза.